# Vegetativni simptomi
Vegetativni simptomi, u doslovnom smislu, označavaju nedostatak sposobnosti za održavanje normalne funkcije živoga bića („održavanje na životu”), primjerice čovjeka. Ovi simptomi česti su kod melankolične depresije, ali i kod drugih psihijatrijskih poremećaja.
Vegetativni simptomi u depresivnih osoba uključuju:
- Gubitak težine, gubitak teka;
- nesanicu;
- umor i nisku razinu energije;
- nedostatak pažnje i koncentracije.

## Obrnuti vegetativni simptomi
Obrnuti vegetativni simptomi uključuju dobitak na težini, porast apetita i hipersomniju. Osnovni su uvjet za dijagnozu tzv. atipične depresije i depresije kod bipolarnog poremećaja.